# 盐井镇 (漳县)
盐井镇，是中华人民共和国甘肃省定西市漳县下辖的一个乡镇级行政单位。
2016年，甘肃省民政厅批复同意撤销盐井乡，设立盐井镇。

## 行政区划
盐井镇下辖以下地区：
盐井村、张家岭村、汪家庄村、杜家庄村、立条山村、前进村、吊草眼村、寨儿村、许家嘴村、高峰村和菜儿村。